# 5 Batalion Obrony Terytorialnej (Ukraina)
5 Batalion Obrony Terytorialnej „Podkarpacie” – batalion obrony terytorialnej Wojsk Lądowych Ukrainy. Brał udział w konflikcie na wschodniej Ukrainie. Stacjonował w obwodzie iwanofrankiwskim. W wyniku zaniedbań jego żołnierzy, batalion został rozwiązany w styczniu 2015 roku.

## Działania bojowe
Żołnierze batalionu rozpoczęli szkolenie 30 czerwca 2014 roku, a już na początku lipca rozlokowany został w pięciu punktach kontrolnych przy granicy z Federacją Rosyjską (jednym w okolicy Amwrosijiwki, drugi Marynowki, a trzeci Kutejnykowego). Miał on wspomagać służby graniczne w ochronie granicy państwowej. 8 lipca w pobliżu Amwrosijiwki od strzału snajpera zginął szef sztabu batalionu, J.O. Baran. Wskutek tego dwóch żołnierzy batalionu zdezerterowało. 12 sierpnia pododdział batalionu wpadł w zasadzkę, w wyniku której jeden żołnierz zmarł, a drugi został ranny. 22 sierpnia rakietami niekierowanymi (tzw. Katiuszami) zaatakowano punktu kontrolny w Kutejnykowem, czego efektem było wycofanie się z niego broniących go dwudziestu pięciu żołnierzy. Zniszczyli oni swoje zapasy amunicji i uzbrojenia, po czym opuścili punkt cywilnym autobusem. W nocy z 23 na 24 sierpnia pozycje batalionu ostrzelano z systemamów Grad, w wyniku czego zniszczono część wyposażenia i infrastruktury batalionu. Dowódca batalionu odmówił wtedy wypełniania zadań, jakie powierzono mu w rejonie Iłowajśka. Żołnierze tłumaczyli potem, że nie mogli ich wypełniać, jako że dostali rozkaz odbicia podległych im punktów kontrolnych. Po tych wydarzeniach batalion opuścił swoje pozycje i miał się wycofać do miejsca stałego rozlokowania. Kolumna pojazdów została zatrzymana przez żandarmerię wojskową w okolicach Zaporoża. Żandarmi zażądali zdania broni przez żołnierzy batalionu. Żołnierze Podkarpacia stwierdzili, że zamierzają ją oddać w punkcie rozlokowania. Kolumna dojechała dalej do Znamjanki w obwodzie kirowohradzkim, gdzie została otoczona przez jednostki specnazu. W celu negocjacji z dowódcą Podkarpacia, na miejsce osobiście przybył dowódca Wojsk Lądowych Ukrainy, gen. por. A.W. Puszniakow oraz pierwszy zastępca prokuratora generalnego, N.J. Hołomsza. Żołnierze batalionu odmówili poddania się prokuratorowi, w związku z czym została otwarta sprawa karna przeciwko ówczesnemu dowódcy batalionu, ppłk. W. Komarowi. 28 sierpnia szef Sztabu Generalnego wydał rozkaz, nakazujący batalionowi udanie się do miejscowości Delatyn poza strefą walk, gdzie miała zostać przywrócona batalionowi jego zdolność bojowa. Dzień później trafili tam pierwsi żołnierze batalionu, a 31 sierpnia kolejnych piętnastu żołnierzy, wycofanych ze strefy walk. 3 września za dezercję aresztowano ppłk. W. Komara, jednak pięć dni później zwolniono go za kaucją. Główny prokurator wojskowy, A.W. Matios oświadczył, że batalion Podkarpacie był przyczyną serii zdarzeń, które spowodowały tragedię pod Iłowajśkiem. Oskarżył żołnierzy batalionu o opuszczenie pozycji pod Amwrosijiwką, co odsłoniło flankę wojsk ukraińskich oraz o późniejsze wycofanie się na tyły ukraińskich wojsk. W związku z tak nieodpowiedzialnym zachowaniem, złamaniem prawa i niesubordynacją, batalion z czasem rozformowano, a część jego byłych członków zaczęła się ukrywać, w obawie przed represjami ze strony prawa i wojskowych.